# 花田淳
花田 淳（はなだ じゅん、1967年6月26日 - ）は、日本の美術商である。花田美術代表取締役社長・クレドオークション|クレド代表取締役社長。

## 経歴
東京都銀座の美術商、花田美術の後継として生まれる。鎌倉学園高校を卒業後、専修大学に進学するがバブル経済に乗って多忙となっていた家業を手伝うようになる。
大学卒業後、大丸百貨店（神戸）に入社、美術部に配属され美術外商をする。1994年（平成6年）父親の急病にともなって家業の花田美術に就職する。
ブラウザがNCSA Mosaicの時代からインターネットに知識があり、その流れで現在もYahoo! JAPANなどIT企業に強いパイプがある。
2007年（平成19年）クレドオークション株式会社取締役、2010年（平成22年）に取締役から代表取締役に就任。
2019年（令和元年）クレドオークション株式会社が、株式会社クレドに社名変更。
2019年（令和元年）花田美術代表取締役社長に就任。
現在もYahoo!オークション美術部門のアドバイザーを務めるなど、古典的な業界の中では異色の存在である。同オークションサイト内でコラムを執筆中。全国市町村地方自治体の鑑定査定相談を受けている。
テレビ出演では、「サタデーバリューフィーバー～スピード査定バラエティ カラクリマネー～」（日本テレビ）の鑑定士としても知られる。
善田昌運堂（京都） 善田喜一郎の次男善田正男は伯父。
東北楽天ゴールデンイーグルス球団元社長の立花陽三は再従兄弟。

## 主な出演TV番組
- 「サタデーバリューフィーバー ～スピード査定バラエティ カラクリマネー～」（日本テレビ）
- ワッチミー！TVxTV　特別編　「美の世界を支える風雲児」（BSフジ）